# Registro Nacional Científico, Tecnológico y de Innovación Tecnológica
El Registro Nacional Científico, Tecnológico y de Innovación Tecnológica o Renacyt es un registro público de personas que realizan actividades relacionadas con la ciencia, tecnología e innovación en el Perú. Las personas pueden ser peruanas o extranjeras, y en caso realicen actividades fuera del país, tienen que poseer un vínculo formal con instituciones de investigación en el país. El registro es administrado por el Consejo Nacional de Ciencia, Tecnología e Innovación (Concytec) y los investigadores forman parte del Sistema Nacional de Ciencia, Tecnología e Innovación (Sinacti).
En el registro se recopila información relacionada con los estudios, tesistas asesorados, premios, trabajos y publicaciones realizadas por cada investigador logrando así visibilizarlo tanto a nivel nacional como internacional con su producción científica y académica. Estar en este directorio permite también a las personas participar en las convocatorias para subvenciones y apoyo realizadas por instituciones públicas y privadas, a nivel nacional o internacional.
Todos los investigadores que postulan al registro deben en su trayectoria académica haber seguido los principios y buenas prácticas establecidas en el Código Nacional de la Integridad Científica.
A finales de 2019, el Renacyt contó con 4266 investigadores inscritos, de los cuales 2951 eran hombres y 1315 mujeres. En 2020, el registro alcanzó 5917 inscritos. A agosto 2025 son 12 254 investigadores los calificados e incorporados, siendo solo el 33,98% mujeres.

## Antecedentes
El CONCYTEC manejó anteriormente dos bases de datos:
- Directorio Nacional de Investigadores e Innovadores (DINA), creado el 2013 y en donde los mismos investigadores llenaban en un formulario su CV[7]
- Registro Nacional de Investigadores de Ciencia y Tecnología (REGINA), creado el 2015 y que reunía a un grupo de investigadores calificados[8]

En un comunicado de 2018, el CONCYTEC anunció la reestructuración de ambas plataformas para crear el Registro Nacional de Ciencia y Tecnología (RENACYT).

## Reglamento
El primer Reglamento de Calificación, Clasificación y Registro de los Investigadores del SINACYT (Reglamento RENACYT) se aprobó a través de la Resolución de Presidencia n. 215-2018-CONCYTEC-P publicada en El Peruano el 25 de noviembre de 2018.
El siguiente Reglamento RENACYT, y vigente, fue aprobado el 2 de septiembre del 2021 a través de la Resolución de Presidencia n. 090-2021-CONCYTEC-P. Los investigadores al postularse son calificados en base a sus grados académicos, publicaciones científicas en revistas indexadas, tesis asesoradas, libros publicados, capítulos escritos en libros y registros de propiedad intelectual concedidos por el Instituto Nacional de Defensa de la Competencia y de la Protección de la Propiedad Intelectual (INDECOPI). De acuerdo al puntaje obtenido se clasifican en siete niveles y un octavo nivel denominado 'investigador distinguido':
| Nivel de clasificación   | Puntaje requerido por Nivel de Clasificación |
| ------------------------ | -------------------------------------------- |
| Investigador distinguido | 200 a más                                    |
| Nivel I                  | 160-199                                      |
| Nivel II                 | 100-159                                      |
| Nivel III                | 70-99                                        |
| Nivel IV                 | 50-69                                        |
| Nivel V                  | 35-49                                        |
| Nivel VI                 | 25-34                                        |
| Nivel VII                | 10-24                                        |